# I guerriglieri delle Filippine
I guerriglieri delle Filippine (American Guerrilla in the Philippines) è un film del 1950 diretto da Fritz Lang.

## Trama
Aprile 1942. Nelle Filippine, vicino all'isola di Leyte, un motoscafo americano è affondato da aerei giapponesi. Otto sopravvissuti della squadriglia torpedinieri raggiungono la riva. Jim Mitchell cerca di far funzionare la radio ma le notizie rivelano che Bataan è stata occupata dai giapponesi. Il gruppo si divide per non dare nell'occhio. Jim Mitchell, insieme a Chuck Palmer cerca di raggiungere l'aeroporto di Del Monte per dirigersi da lì in Australia.
Alla missione di Tacloban sono informati che anche l'aeroporto è nelle mani dei giapponesi. Entrano in contatto con la resistenza filippina attraverso Juan Martinez e sua moglie Jeanne, un'infermiera. I guerriglieri promettono loro una barca; in cambio chiedono che compiano una missione pericolosa presso il capo partigiano, colonnello Philip Benson. Gli americani accettano e portano a compimento la missione ma il colonnello rimanda Chuck e i suoi a Leyte per installare una stazione radio.
Martinez è catturato dai giapponesi; torturato non rivela alcuna informazione e viene ucciso. Palmer e i suoi resistono eroicamente. Accerchiati dai giapponesi in una chiesa stanno per arrendersi, quando potenti colpi di cannone annunciano che la controffensiva del Generale MacArthur è iniziata.
I giapponesi battono in ritirata. Chuck e Jeanne, tra i quali è nata una relazione sentimentale, passano in jeep fra la folla esultante, mentre la bandiera americana e quella filippina sventolano insieme.

## Produzione
Darryl F. Zanuck della casa produttrice 20th Century Fox comprò i diritti del romanzo e Lamar Trotti scrisse la sceneggiatura dall'agosto 1945. Originariamente il progetto del film avrebbe dovuto essere affidato al regista Henry King.

### Riprese
La lavorazione del film durò 48 giorni e si svolse completamente nelle isole Filippine, anche per le scene di interni; i luoghi delle riprese furono la penisola di Bataan, Barras, Manila, la baia di Subic.

### Prima
Il film venne presentato a New York il 7 novembre 1950.

## Accoglienza
«L'opera, curiosamente, ottiene in America critiche migliori di House by the river (Bassa marea)». Il New York Daily New recita: «Uno splendido film in Technicolor che, grazie al tema e alla linearità della storia, suscita un'impressione di autenticità e un'atmosfera emozionante da cui difficilmente lo spettatore può liberarsi».

## Critica
Lotte Eisner:
«Certamente il film non è fra le opere migliori e più personali di Lang, ma grazie al perfezionismo e alla sua padronanza del mezzo, non sembra un lavoro privo di interesse. […] Il Lang de I guerriglieri delle Filippine ha un volto inedito. La passione del regista per un'esatta documentazione dà i suoi risultati, nonostante il breve tempo di lavorazione, la scelta di filmare in esterni anziché in studio e il problema di ritrarre un paese e un popolo poco conosciuti. Lang comunque non cerca un esotismo facile, e i particolari curiosi sono connessi alla vicenda: per esempio la danza filippina eseguita fra i pali in un momento di distensione del film. La lotta filippina per la libertà deve essere piaciuta al regista di Anche i boia muoiono, che illustra la nascita di una nazione libera senza sentimentalismi, nei mille particolari della guerra partigiana».